# Dominik Turk
Dominik Turk, slovenski partizan, politik, * 13. julij 1922, Podgora, † ?.
Kot pripadnik 13. slovenske narodnoosvobodilne brigade je bil eden izmed odposlancev, ki so se udeležili Zbora odposlancev slovenskega naroda v Kočevju.